# Conflito sexual
Conflito sexual ocorre quando os diferentes sexos da mesma espécie possuem estratégias de optimização da aptidão diferentes em relação à reprodução, levando a uma corrida armamentista evolutiva entre machos e fêmeas. Isso quer dizer que há uma divergência nos interesses genéticos entre os sexos, originada pelas diferenças na forma, tamanho e função dos gametas feminino e masculino, os quais resultam em investimentos de energia diferentes na reprodução de acordo com o sexo; como machos produzem muitos gametas pequenos, o seu sucesso reprodutivo está ligado à fertilização do maior número de fêmeas possível, enquanto para as fêmeas, que produzem poucos gametas grandes, é mais vantajoso ser fertilizada pelo macho de melhor qualidade.

## Tipos de conflito sexual
O fato de que os sexos desempenham papéis distintos durante a reprodução leva a diferenças no comportamento, na fisiologia e na morfologia entre eles, e então, características ou atributos favorecidos em um sexo podem não ser os mesmos para o outro. Desta forma, haverá uma seleção sexual antagônica dessas características.
O conflito sexual pode ser classificado em dois tipos:
1)      Intraloco: quando uma característica é expressa nos dois sexos, porém em níveis ótimos diferentes ;
2)      Interloco: quando há conflito entre os resultados de uma interação macho-fêmea; este é o tipo mais frequente e estudado de conflito sexual.
O conflito sexual pode se originar pela avaliação entre fêmeas e machos dos custos e benefícios de se reproduzir, e nunca é resolvido por um ou por outro sexo, devido à coevolução ou corrida armamentista evolutiva entre eles. Pela divergência entre os resultados de uma interação macho-fêmea (ou seja, quando há conflito interloco) é esperado observar um conjunto de adaptações sexuais, interativas e antagônicas, nos dois sexos, que agem como uma maneira de resolver o conflito para o lado de quem porta aquelas adaptações. Nesse processo interativo e dinâmico de coevolução, as características nos machos que representam adaptações para persistência interagem com características das fêmeas que representam adaptações para resistência, determinando o resultado de dada interação intersexual.

## Exemplos de conflito sexual
Alguns exemplos de características comportamentais e morfológicas representativas da divergência de interesses entre os sexos durante a reprodução são:
a)      Infanticídio: Como uma estratégia reprodutiva para machos, ocorre em grupos mistos estáveis em que há monopólio reprodutivo por poucos machos em curtos períodos ; os machos aumentam suas oportunidades de acasalamento ao matar filhotes de seus rivais para acelerar a receptividade das mães e logo, garantir que os novos filhotes gerados sejam sua prole. Em contrapartida, fêmeas podem se tornar mais promíscuas como uma estratégia de diluição da certeza da paternidade e assim evitar o infanticídio pelos machos e a consequente redução do seu sucesso reprodutivo;
b)      Cópula forçada: ocorre quando machos de espécies em que não há cuidado paternal incrementam seu sucesso reprodutivo ao forçar fêmeas a copular, num contexto de baixa expectativa de vida dos machos ou de competição com outros machos para encontrar fêmeas o mais rápido possível. Um maior tamanho corporal de fêmeas em primatas pode ser uma estratégia evolutiva selecionada para resistência à cópula forçada. 
c)      Guarda de parceiro: ocorre quando um macho, ativamente, impede que outros machos tenham acesso à fêmea que ele fecunda, garantindo seu fitness. É comum em espécies com fertilização interna.
d)      Canibalismo sexual: ocorre quando um macho é devorado ao copular com uma fêmea. Ao atacar o macho, a fêmea pode estar realizando uma escolha do parceiro, ao devorar aquele de não muito boa qualidade, ao mesmo tempo que serve de alimento. Por outro lado, o macho pode desenvolver mecanismos eficientes de fecundar a fêmea antes que seja devorado, ou ainda formas de escapar ileso, diminuindo o risco de ser canibalizado.
e)      Desenvolvimento de canais vaginais complexos: pode ser resultado da escolha críptica da fêmea. Neste caso, fêmeas podem dar preferência para fertilizar ovos com o sêmen de um macho de maior qualidade genética (ou que é um melhor estimulador) em detrimento de outro, com quem copularam anteriormente. Pode também surgir da corrida armamentista evolutiva das fêmeas para controlar a fertilização, em resposta ao controle dos machos pela inseminação.
f)       Cuidado parental: machos e fêmeas entram em conflito pelas decisões relacionadas aos cuidados à prole pois cada um deles usualmente prefere que o outro provisione maior cuidado do que ele mesmo, tendo assim o menor custo possível com esta atividade dispendiosa. Desta maneira, é possível observar a coevolução de características que maximizem a execução de cuidados parentais pelo outro sexo, e, em contrapartida, outras que representem mecanismos de resistência às manipulações no sexo explorado. 